# Sialadenose
Bei der Sialadenose handelt es sich im Gegensatz zur Sialadenitis um eine nichtentzündliche Erkrankung des Drüsenparenchyms der Speicheldrüsen. Ursprünglich wurde die Sialadenose auch als Sialose bezeichnet.

## Ursachen
Es handelt sich um eine Sekretionsstörung des Speicheldrüsengewebes durch Fehlsteuerung des vegetativen Nervensystems.

### Häufige Ursachen
- Die Sialadenose kann im Zusammenhang mit endokrinen Störungen (z. B. Hypophysen- und Schilddrüsenerkrankungen) oder
- hormonellen Funktionsstörungen wie Diabetes mellitus, Schwangerschaft, Pubertät, Menopause oder
- infolge von Mangelernährung, zum Beispiel bei chronischem Protein- oder Vitaminmangel, im Rahmen einer psychogenen Essstörung (z. B. Anorexia nervosa mit Erbrechen oder Bulimie[3]), einer Hungerdystrophie oder bei Vorliegen einer Alkoholkrankheit mit Leberzirrhose oder Fettleber auftreten.[4]
- Eine weitere Ursache kann die Nebenwirkung von blutdrucksenkenden Medikamenten sein (z. B. bei dem Noradrenalin-Derivat Isoproterenol).

### Seltene Ursachen
Weiterhin können Sialadenosen
- durch Krankheiten oder Verletzungen des Nervus facialis (z. B. iatrogene Verletzungen Chorda tympani) oder des Nervus glossopharyngeus hervorgerufen werden.
- Es gibt Fallberichte einer möglichen Assoziation von Sialadenose mit ADH-behandeltem Diabetes insipidus.[5]

## Feingewebliche Veränderungen
Das histologische Bild ist durch Myoepithel- und Azinuszellveränderungen gekennzeichnet. Die Azinuszellen (Drüsenzellen) sind um das Doppelte bis Dreifache der Norm vergrößert. Eine Infiltration durch Entzündungszellen fehlt.

## Symptome
Die meist beidseitigen Speicheldrüsenschwellungen bei Sialadenosen betreffen vor allem die Ohrspeicheldrüsen. Gelegentlich spüren die Patienten vor allem bei stark angeschwollenen Drüsen einen Spannungsschmerz, in der Regel ist die Erkrankung jedoch im Gegensatz zur bakteriellen Speicheldrüsenentzündung kaum schmerzhaft. Charakteristischerweise besteht die Schwellung unabhängig von der Nahrungsaufnahme.
Jüngere Frauen erkranken häufiger als Männer, insbesondere nach Pubertät und Schwangerschaft.

## Differentialdiagnose
Eine Anzahl von anderen Ohrspeicheldrüsenerkrankungen ist mit Drüsenvergrößerungen verbunden. Auch die harmlose Masseterhypertrophie kann eine Speicheldrüsenvergrößerung vortäuschen.
- Bakterielle Speicheldrüsenentzündung (Sialadenitis) – sie ist mit Fieber, Krankheitsgefühl und starken Schmerzen verbunden.
- Speicheldrüsensteine (Sialolithiasis) – hier nehmen die Schwellungen bei Nahrungsaufnahme zu.
- Parotitis epidemica (Mumps) – zusätzlich Fieber und oft Erkältungssymptome, meist bei Kindern.
- Speicheldrüsentumoren – die Schwellung ist im Gegensatz zur Sialadenose knotig, hart und meist einseitig.
- Hypertrophie der Kaumuskulatur (Masseterhypertrophie).

## Therapie
Eine spezifische Therapie der Sialadenosen ist nicht bekannt. Wenn endokrine Störungen bestehen (Diabetes, Schilddrüsenfunktionsstörungen), müssen diese Grunderkrankungen ausreichend behandelt werden. Vitaminmangel und Eiweißmangel bei Ernährungsstörungen werden ausgeglichen. Bei Verdacht auf Medikamentennebenwirkung durch Blutdrucksenker wie Clonidin oder Furosemid kann ein Präparatewechsel die Beschwerden bessern. In sehr schweren Fällen kann die Ohrspeicheldrüse operativ entfernt werden.